# Étienne Pasquier
Étienne Pasquier, in latino Stephanus Paschasii (Parigi, 7 giugno 1529 – Parigi, 1º settembre 1615), è stato uno scrittore, giurista e storico francese.

## Biografia
Fu accanito sostenitore del gallicanesimo e della assoluta autonomia della cultura francese. Al Tribunale di Parigi espresse le sue doti di giurista contro la richiesta dei Gesuiti, il cui ordine chiedeva di essere incorporato all'Università di Parigi. Fu avvocato generale della Corte dei Conti e deputato degli Stati di Blois.
La sua fama è dovuta ad alcune sue opere, quali Ricerche sulla Francia del 1621, in 10 volumi - opera pubblicata dal 1560 al 1621 - e i 22 libri delle sue Lettere, del 1607, che rappresentano quasi un diario di avvenimenti contemporanei. Pasquier è conosciuto anche per alcune sue opere politiche, come l'Anti-Martire del 1590, contro chi aveva visto un martire e un santo nell'assassino di Enrico III, il re cui rimase sempre fedele; L'Autorità regale del 1615, scritto in difesa dei diritti politici del re e un dialogo amoroso giovanile in versi, dal titolo Il monofilo, del 1554.